# Hallenweltmeisterschaften im Bogenschießen 2001
Die 6. Hallenweltmeisterschaften im Bogenschießen wurden vom 19. bis 24. März 2001 im Palasport in Florenz, Italien ausgetragen.

## Ergebnisse

### Recurvebogen
| Disziplin         | Gold                                                            | Silber                                                            | Bronze                                                       |
| ----------------- | --------------------------------------------------------------- | ----------------------------------------------------------------- | ------------------------------------------------------------ |
| Männer Einzel     | Michele Frangilli                                               | Butch Johnson                                                     | Özdemir Akbal                                                |
| Frauen Einzel     | Natalia Valeeva                                                 | Agata Bulwa                                                       | Natalija Burdejna                                            |
| Männer Mannschaft | Vereinigte Staaten Butch Johnson Joseph McGlyn Vic Wunderle     | Russland Balschinima Zyrempilow Gennadi Mitrofanow Alan Balikojew | Italien Michele Frangilli Ilario Di Buò Mario Casavecchia    |
| Frauen Mannschaft | Russland Anna Putzewa Magarita Galinowskaja Swetlana Moissejewa | Vereinigte Staaten Kathleen Loesch Karen Scavotto Leah Clawson    | Ukraine Tetjana Bereschna Natalija Burdejna Kateryna Palecha |

### Compoundbogen
| Disziplin         | Gold                                                        | Silber                                                      | Bronze                                                |
| ----------------- | ----------------------------------------------------------- | ----------------------------------------------------------- | ----------------------------------------------------- |
| Männer Einzel     | Morgan Lundin                                               | Antonio Tosco                                               | Dave Cousins                                          |
| Frauen Einzel     | Mary Zorn                                                   | Fatima Agudo                                                | Andrea Cizmek                                         |
| Männer Mannschaft | Italien Antonio Tosco Fabio Zaetta Mario Ruele              | Vereinigte Staaten James Butts Dave Cousins Gary Studt      | Schweden Morgan Lundin Anders Malm Dan Sodersten      |
| Frauen Mannschaft | Vereinigte Staaten Mary Zorn Michelle Ragsdale Ashley Kamuf | Frankreich Valérie Fabre Catherine Pellen Catherine Deburck | Niederlande Irma Luyting Marjon Pigney Olga Zandvliet |

## Medaillenspiegel
| Platz  | Land               | Gold | Silber | Bronze | Gesamt |
| ------ | ------------------ | ---- | ------ | ------ | ------ |
| 1      | Vereinigte Staaten | 3    | 3      | 1      | 7      |
| 2      | Italien            | 2    | 1      | 1      | 4      |
| 3      | Russland           | 1    | 1      | –      | 2      |
| 4      | Schweden           | 1    | –      | 1      | 2      |
| 5      | Moldau             | 1    | –      | –      | 1      |
| 6      | Frankreich         | –    | 1      | –      | 1      |
| 6      | Polen              | –    | 1      | –      | 1      |
| 6      | Spanien            | –    | 1      | –      | 1      |
| 9      | Ukraine            | –    | –      | 2      | 2      |
| 10     | Kroatien           | –    | –      | 1      | 1      |
| 10     | Niederlande        | –    | –      | 1      | 1      |
| 10     | Türkei             | –    | –      | 1      | 1      |
| Gesamt | Gesamt             | 8    | 8      | 8      | 24     |